# Cleofonte
Cleofonte (griego: Kλεoφῶν, Kleophōn; ?-404 a. C.) fue un político y demagogo ateniense de gran influencia durante la guerra del Peloponeso. Fue un demócrata acérrimo y un opositor vehemente de los oligarcas; sus discusiones con Critias le valieron una mención en la Retórica de Aristóteles. 
Cleofonte consiguió en tres ocasiones distintas que los ciudadanos de Atenas rechazaran las proposiciones espartanas por alcanzar la paz: la primera tras la victoria ateniense en Cícico (410 a. C.), nuevamente tras la victoria de Atenas en Arginusas (406 a. C.), y por último después de la victoria naval decisiva de Esparta en Egospótamos (405 a. C.). Durante el consiguiente asedio llevado a cabo por Lisandro, la opinión del pueblo se volvió en contra de los demócratas, y los oligarcas aprovecharon la situación para deshacerse de su rival. Uno de ellos, Sátiro, presentó cargos contra Cleofonte por negligencia en sus deberes militares, lo cual llevó a su arresto. Puesto que no había forma alguna de asegurar la condena de Cleofonte ante dichos cargos, los oligarcas lograron mediante el soborno o la camaradería que el comisionado de la publicación de las leyes atenienses, Nicómaco, exhibiera una «ley» que permitía que la Boulé (dominada por los oligarcas) supervisara el juicio a Cleofonte ante un jurado escogido al azar. Los oligarcas emplearon su capacidad como asesores (συνδικάζειν) para obtener la condena de su opositor, quien fue condenado a muerte.
El poeta cómico Platón transformó a Cleofonte en el objeto de una sátira homónima (actualmente perdida), al igual que Aristófanes en Las ranas. Ambos se burlaron de los antecedentes tracios y del acento de Cleofonte, de quien se sabe que su padre era ciudadano ateniense, pero se cree que su madre provenía de Tracia. Platón también se mofa de su bajo origen, Andócides dice que Cleofonte era un fabricante de arpas y Claudio Eliano señala que sus primeros años estuvieron sumidos en la pobreza.